# Jerzy Pilch
Jerzy Pilch [ježy pilh], poljski pisatelj, novinar, kolumnist in scenarist, * 10. avgust 1952, Wisła, Poljska, † 29. maj 2020, Kielce, Poljska.
Prejemnik številnih literarnih nagrad, med katerimi so Paszport Polityki (potni list časnika Polityka) iz l. 1998 za roman Bezpowrotnie utracona leworęczność, Nagroda Literacka Nike (literarna nagrada Nike) iz l. 2001 za roman Pod mocnym aniołem (sl. Pri mogočnem angelu) ter Nagroda Literacka Gdynia (Gdynia literarna nagrada) iz l. 2014 za roman Wiele demonów.

## Življenje
Rodil se je in odraščal v Wisłi, majhnem mestu na jugu Poljske. Na Jagelonski univerzi v Krakovu je doštudiral poljsko filologijo, po končanem študiju pa se je posvetil akademiki karieri, ki je trajala 10 let (1975–1985). V poznih sedemdesetih letih je objavljal prispevke v periodiki Student. Nato je prispeval svoje feljtone v govorjeni reviji Na głos (Na glas), ki ni izhajala v tiskani obliki, avtorji so pa svoje prispevke brali na rednih sestankih. Leta 1989 je postal član založništva tednika Tygodnik Powszechny, v katerem je delal do leta 1999. Nato se je preselil v Varšavo in postal kolumnist tednika Polityka. Med leti 2006 in 2012 je svoje feljtone objavljal v dnevniku Dziennik, nato v tedniku Przekrój. Leta 2012 je svoje feljtone ponovno začel objavljati v tedniku Tygodnik Powszechny.

### Dela, prevedena v slovenščino
Pilchova dela so bila prevedena v različne evropske jezike, med drugim v angleščino, nemščino, francoščino, ruščino, španščino, bolgarščino ali slovaščino. Do zdaj v slovenščino sta bila v celoti prevedena dva Pilchova romana: Pod mocnym aniołem (Pri mogočnem angelu), ki je izšel leta 2004, ter Spis cudzołożnic. Proza podróżna (Seznam prešuštnic) ki je v slovenskem prevodu izšel leta 2012. Leta 2018 je v reviji Sodobnost izšel tudi prevod odlomka iz romana Inne rozkosze (sl. Drugi užitki). Vsa navedena dela je v slovenščino prevedel Klemen Pisk.

## Nagrade in priznanja
Prvo nagrado, nagrado ustanove Kościelskich, je prejel leta 1989 za svoj prvenec Wyznania twórcy pokątnej literatury erotycznej. Maja 1998 je sledilo priznanje Krakowska Książka Miesiąca (krakovska knjiga meseca) za roman Tysiąc spokojnych miast. Istega leta je prejel nagrado Paszport Polityki (potni list časnika Polityka) za roman Bezpowrotnie utracona leworęczność. Leta 2014 je prejel tudi literarno nagrado Gdynia (Nagroda Literacka Gdynia) za roman Wiele demonów.
Za svoje literarno delo je bil Pilch enajstkrat nominiran za prestižno poljsko literarno nagrado Nike (nagrada za najboljšo knjigo leta), in sicer leta 1997 za roman Monolog z lisiej jamy, leta 1998 za roman Tezy o głupocie, piciu i umieraniu, leta 1999 za roman Bezpowrotnie utracona leworęczność, leta 2001 za roman Pod Mocnym Aniołem, leta 2005 za roman Miasto utrapienia, leta 2007 za roman Moje pierwsze samobójstwo, leta 2008 za roman Pociąg do życia wiecznego, leta 2009 za roman Marsz Polonia, leta 2013 za zbirko esejev Dziennik in leta 2014 za roman Wiele demonów ter zbirko esejev Drugi dziennik. Nagrado Nike je prejel leta 2001 za roman Pod Mocnym Aniołem (Pri mogočnem angelu) tako po izboru strokovne komisije (glavna nagrada) kot po izboru bralcev.
Njegova dela sta bila dvakrat izbrana za seznam 100 najboljših knjig v ZDA, ki ga pripravlja revija Kirkus Reviews, in sicer leta 2010 roman Tysiąc spokojnych miast ter leta 2012 roman Moje pierwsze samobójstwo.

## Jerzy Pilch zasebno
Pisatelj je pripadnik Evangeličanske Cerkve Augsburške veroizpovedi (luteran), kar se odraža tudi v njegovih literarnih delih in svetovnem nazoru. Poleg tega je javno razglasil, da je zbolel za parkinsonovo boleznijo, njegovo zavedanje lastne umrljivosti in odpovedovanja telesa, ki sta povezani z boleznijo, pa so osrednja tema njegovih del iz let 2012–13, ki so redno izhajala v tedniku Tygodnik Powszechny, nato pa so izšla še v knjižni zbirki. Pisatelj ne skriva tudi, da je odvisen od alkohola (tako kot večina njegovih literarnih likov) ter je velikokrat poskušal doseči abstinenco, tudi s pomočjo ustanov, kar mu je uspelo šele po tem, ko so mu diagnosticirali parkinsonovo bolezen.

## Pilch in film
Dva pisateljeva romana sta bila filmsko adaptirana. Leta 1994 je na podlagi romana Seznam prešuštnic (Spis cudzołożnic) nastal istoimenski film. Scenarij je napisal Jerzy Stuhr, ki je v filmu igral tudi glavno vlogo. V filmu nastopa tudi pisatelj sam, in sicer v epizodni vlogi moškega, ki ga glavni lik srečuje v baru. Dvajset let kasneje, leta 2014, je bil na podlagi romana Pod Mocnym Aniołem posnet istoimenski film, ki ga je režiral Wojciech Smarzowski.
Pilch je tudi scenarist dveh filmov, ki spadata v ciklus Święta polskie (Poljski prazniki) – Żółty szalik (Rumen šal) iz leta 2000, ki ga je režiral Janusz Morgenstern, ter Miłość w przejściu podziemnym (Ljubezen v podhodu) iz leta 2006, ki ga je režiral Janusz Majewski.